# Junior's Giant
Junior's Giant es un cortometraje dramático canadiense, dirigido por Paula Brancati y estrenado en 2022. La película está protagonizada por Eric Peterson como Junior, un anciano que sufre demencia con cuerpos de Lewy y que comienza a alucinar un cuerpo gigante, lo que provoca tensión en su relación afectiva con su nieta transgénero Kaye (Kinley Mochrie).
La película fue escrita por Debra McGrath, basada en parte en las luchas de su propio padre con la demencia. También aparece en la película como la hija de Junior y la madre de Kaye, Dale, con un reparto secundario que incluye a Ardon Bess, Thom Allison, Al Maini y Savannah Burton.
La película se estrenó en el Festival de Cine Female Eye de 2022. Posteriormente se proyectó en el Festival de Cine Canadiense de 2023 y en el Festival de Cine Queer de Muskoka de 2023.
Peterson ganó el premio a la Mejor Actuación en un Cortometraje en el CFF,  y el Premio ACTRA a la Actuación Destacada, Masculina o de Género no conforme.